# Pedregal (Boquerón)
Pedregal è un comune (corregimiento) della Repubblica di Panama situato nel distretto di Boquerón, provincia di Chiriquí. Si estende su una superficie di 20 km² e conta una popolazione di 2.134 abitanti (censimento 2010).  